# Shark Week
Shark Week è un film del 2012 diretto da Christopher Ray.

## Trama
Un ricco pazzo tiene isolate sulla sua isola un gruppo di persone, costrette a dover sopravvivere agli attacchi di una delle specie più letali di squali.